# Ernst Zinna
Ernst Friedrich Rudolf Zinna (* 8. September 1830 in Berlin; † 19. März 1848 in Berlin) war ein Kämpfer in der deutschen Märzrevolution 1848.

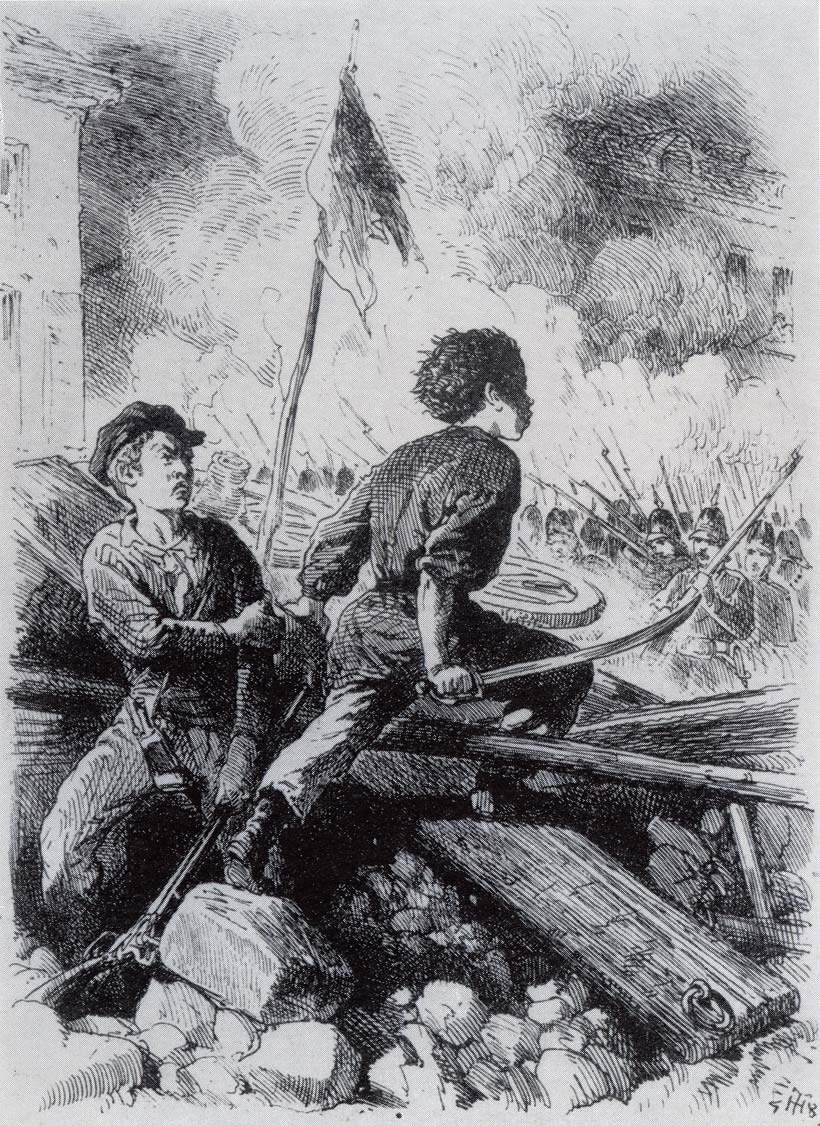
Ernst Zinna und Heinrich Glasewaldt auf der Barrikade Jäger-Ecke Friedrichstraße (zeitgenössische Federlithographie von Theodor Hosemann)

## Leben
Ernst Zinna war während seiner Schlosserlehre 1846 auf Wanderschaft zu seinem Onkel nach Kreuznach gegangen. Er erhielt im Sommer 1846 die preußische Lebensrettungsmedaille, weil er zweimal Menschen vor dem Ertrinken gerettet hatte. Wieder in Berlin, beteiligte sich Zinna während der revolutionären Kämpfe am 18. März 1848 in der Friedrichstraße an der Ecke zur Jägerstraße am Bau und der Verteidigung einer Barrikade gegen preußische Truppen. Dabei trafen ihn Schüsse der königlichen Truppen. Zinna verstarb kurze Zeit später in der Charité. Am 19. März wurde König Friedrich Wilhelm IV. gezwungen, ihm und den anderen Getöteten an ihren aufgebahrten Särgen die Ehre zu erweisen. Am 22. März wurde Zinna auf dem Friedhof der Märzgefallenen beerdigt.
Ernst Zinna wurde vor allem als allgemeine symbolische Figur für mutigen Widerstand gegen Unterdrückung bekannt und gebraucht.
In der DDR wurden mehrere Schulen nach Ernst Zinna benannt. Bis 1989 wurde der Ernst-Zinna-Preis der Stadt Berlin verliehen. In Berlin-Friedrichshain wurde 2000 der Ernst-Zinna-Weg nahe seiner Wohnung und des Friedhofs der Märzgefallenen (amtlich-offiziell gewidmet ab 2011) nach Ernst Zinna benannt. Ihm zu Ehren findet noch heute jährlich der Ernst-Zinna-Orientierungslauf statt.